# Drottningskär
Drottningskär er en lille bebyggelse i Karlskrona kommun i Blekinge län i Sverige med et indbyggerral på 479 (2023). Den havde tidligere status som landsby, men i 2010 var der kun 82 faste beboere,  derfor mistede Drottningskär status som landsby, idet andelen af fritidsboliger var for høj.
Bebyggelsen ligger på den lille ø Aspö, i tilknytning til den gamle befæstning Drottningskär kastel fra 1680'erne.